# Языковое пространство
Языковое пространство — сложный лингвистический термин, означающий географический охват и распространение того или иного языка.

## Трактовки
Под языковым пространством некоторые учёные понимают прочный, устойчивый ареал того или иного языка, в первую очередь как родного и официально закреплённого на определённой территории (например, немецкого языка в немецкоязычном ядре Центральной и Западной Европы, охватывающем территорию Германии, 2/3 Швейцарии, Австрию, Лихтенштейн, Люксембург, небольшие регионы на востоке Бельгии).
Подобная трактовка объясняется сравнительно небольшим распространением немецкого в качестве языка межнационального общения.
По отношении к другим языкам (например, имеющего широкое международное распространение русскому, французскому, английскому и испанскому) учёные относятся более гибко. По языковым пространством в таком случае понимают не только ядро с носителями, но, как часто бывает в таких случаях, регионы двуязычия, где сохраняются автохтонные языки (например Анды в Латинской Америке; большая часть Африки).

## Широкая трактовка
Иногда, особенно по отношению к языковым семьям, объединяющим близкородственные языки. По этому признаку, например, выделяются скандинавское языковое пространство, романское языковое пространство, славянский союз, германский союз.

## Русское языковое пространство
Русское языковое пространство отражает основной географический ареал русского языка, охватывающий в первую очередь территорию самой большой страны на планете — Российской Федерации и 14 стран СНГ и Прибалтики — в большей (Украина, Белоруссия, Казахстан, Киргизия, Латвия, Эстония) или меньшей (Грузия, Туркменистан, Азербайджан) степени. Характерной особенностью современного языкового пространства да и русского языка вообще является его целостность и слабая вариативность лексики, грамматики и фонетики на протяжении своего основного ареала по сравнению с английским, испанским, французским и португальским языками, для которых характерны языковые варианты и взаимопонимание между ними (особенно разговорными, просторечными и креолизированными формами) может быть иногда заметно затруднено, особенно это касается различных вариантов английского, французского (см. Французский язык в Канаде) и немецкого языка.

## Список наиболее крупных языковых пространств мира (отдельные языки)

### Европейские языки
- Русское языковое пространство (характерная особенность — необычайный географический охват сплошного ареала.)
- Немецкое языковое пространство ДАХ (от нем. DACH — бэкроним названий стран Германия, Австрия и Швейцария («Deutschland, Austria, Confoederatio Helvetica»); в то же время нем. Dach 'крыша')
- Испанское языковое пространство (Мексика, Испания, США, Аргентина, Перу)
- Английское языковое пространство (Великобритания, США, Канада, Австралия)
- Португальское языковое пространство (Португалия, Бразилия, Восточный Тимор, Макао)
- Французское языковое пространство (Франция, Канада, Бельгия, Швейцария, Монако)

### Китайское языковое пространство
Включает Китай, Тайвань, Сингапур, характерной особенностью этой группы является её многочисленность (до 20 % населения планеты) сильная раздробленность в диалектном плане вплоть до полного отсутствия взаимопонимания между носителями диалектов при наличии общего письменного иероглифического стандарта — (см. китайское письмо).

### Арабское языковое пространство
Несколько похожа ситуация и с арабским языковым пространством, отличающимся сильным диалектным дроблением и имеющим при этом фонетическое письмо. Тем не менее, в настоящее время на арабском телевидении уже сформировалась нейтрально-стандартная форма арабского на основе диалектов Египта.

### Языковые пространства языковых семей
- Славянское языковое пространство (Славянские языки: Россия, Украина, Белоруссия, Сербия, Болгария, Польша, Чехия, Словакия,  Хорватия, Словения, Македония, Босния и Герцеговина, также Казахстан, Киргизия, Латвия, Литва, Эстония)
- Скандинавское языковое пространство (Швеция, Дания, Норвегия, часть Финляндии)
- Романское языковое пространство (объединяет территорию романских языков и романских народов)
- Тюркское языковое пространство — объединяет обширные регионы Евразии, где распространены тюркские языки.